# 에디 반 헤일런
에드워드 로데베이크 반 헤일런(영어: Edward Lodewijk Van Halen, 네덜란드어: Edward Lodewijk Van Halen 에드바르트 로더베이크 판 할런[*], 1955년 1월 26일 ~ 2020년 10월 6일)은 네덜란드계 미국인 음악가, 작곡가, 제작자였다. 그는 미국의 하드 록 밴드 반 헤일런의 메인 작곡가이자 형인 알렉스 반 헤일런, 베이시스트 마크 스톤, 가수 데이빗 리 로스와 함께 했다.
2011년 《롤링 스톤》은 최고의 예술가 100인 목록에서 반 헤일런을 8위에 올려 놓았다. 2012년, 그는 《기타 월드》 잡지 독자 투표에서 "역대 최고의 기타리스트 100인"으로 선정되었다.

## 어린 시절
에드바르트 로더베이크 판 할런은 1955년 1월 26일 암스테르담에서 얀 판 할런과 유지니아(성혼자 반 비어스)의 아들로 태어났다. 그의 아버지는 네덜란드의 재즈 피아니스트, 클라리넷 연주자, 색소폰 연주자인 반면, 그의 어머니는 네덜란드령 동인도 (현재 인도네시아) 자바섬의 랑카스비퉁 출신의 인도(유라시아) 여성이었다. 그 가족은 결국 네덜란드 네이메헌에 정착했다.
1950년대에 그들의 혼혈 관계에 대해 학대를 경험한 후, 그 부모들은 1962년에 그 가족을 미국으로 이주시켰다. 그들은 에디와 그의 형 알렉스가 분리된 초등학교를 다녔던 캘리포니아주 패서디나의 다른 가족 구성원들 근처에 정착했다. 그 소년들이 제 1언어로서 영어를 말하지 않았기 때문에, 그들은 "소수" 학생들로 여겨졌고 백인 학생들에 의해 괴롭힘을 경험했다. 그들은 나이가 지긋한 피아노 선생님인 스테이시스 칼바이티스와 함께 공부하기 위해 패서디나에서 로스앤젤레스의 샌피드로로 통근하면서, 6살 때 피아노를 배우기 시작했다.

## 사생활
1980년, 에디 반 헤일런은 루이지애나주 슈레브포트에서 열린 반 헤일런 콘서트에서 여배우 밸러리 버티넬리를 만났다. 그들은 1년 후 캘리포니아에서 결혼했고 볼프강이라는 한 아들을 낳았다. 2005년 버티넬리는 별거 4년 만에 로스앤젤레스에 이혼 소송을 냈다. 이혼은 2007년에 확정되었다.
이듬해 에디는 당시 반 헤일런의 홍보담당자였던 여배우 겸 스턴트우먼인 여자친구 제니 리스제스키에게 프러포즈를 했다. 두 사람은 2009년 자신의 스튜디오시티 저택에서 아들 볼프강과 전 부인 버터넬리가 참석한 가운데 결혼식을 올렸다.

### 건강 및 사망
에디는 알코올 중독과 약물 남용으로 몸부림쳤다. 그는 12살 때 흡연과 음주를 시작했으며, 그는 결국 기능하기 위해 술이 필요하다고 말했다. 2007년 재활에 들어갔고, 이후 인터뷰에서 2008년부터 술을 끊었다고 털어놨다.
과거 부상, 고위험 곡예 무대 공연, 추락사고 등으로 고통받던 에디는 1995년 진단받은 만성적인 무근 괴사가 견디기 힘들어지자 1999년 고관절 교체 수술을 받았다. 그는 2000년부터 구강암 치료를 받기 시작했다. 그 후의 수술은 그의 혀의 약 3분의 1을 제거했다. 그는 2002년에 무암 판정을 받았다. 그는 2015년 자신의 입에 기타 피크를 물고 있는 습관 때문에 구강암을 앓았다. "저는 금속 피크를 사용했습니다. 금속 피크는 제가 항상 입에 물고 있던 놋쇠와 구리입니다. 제가 구강암에 걸린 정확한 장소에서 말이죠. ...담배도 많이 피우고 마약도 많이 하고 다 했어요. 하지만 동시에, 제 폐는 완전히 깨끗합니다. 이것은 제 나름대로의 이론일 뿐이지만, 의사들은 가능하다고 합니다."라고 말했다.
2012년, 에디는 심한 게실염으로 응급수술을 받았다. 수술로 인한 회복 시간이 요구되면서 일본에서 예정된 반 헤일런 투어 일정도 연기됐다. 에디는 이후 지난 5년간 두경부암 투병 끝에 2019년 병원에 입원했다. 그는 2020년 10월 6일 캘리포니아주 샌타모니카에 있는 세인트존스 건강센터에서 65세의 나이로 사망했다.

## 음반 목록

### 반 헤일런
- Van Halen (1978)
- Van Halen II (1979)
- Women and Children First (1980)
- Fair Warning (1981)
- Diver Down (1982)
- 1984 (1984)
- 5150 (1986)
- OU812 (1988)
- For Unlawful Carnal Knowledge (1991)
- Balance (1995)
- Van Halen III (1998)
- A Different Kind of Truth (2012)